# Gerald Ameln
Gerald Ameln (* 30. Juni 2001 in Accra, Ghana) ist ein deutscher American-Football-Spieler auf der Position des Runningbacks. Seit der Saison 2023 steht er bei den Cologne Centurions in der European League of Football (ELF).

## Karriere
Ameln startete in der Jugend der Montabaur Fighting Farmers, wo er von 2016 bis 2018 spielte. 2019 spielte er mit der Wiesbaden Phantoms Jugend in der GFL Juniors. Dort erreichte er mit der Mannschaft das Endspiel. 2020 wechselte er zu den Cologne Crocodiles. Die Saison wurde aufgrund von Corona eingestellt.
Für die erste Saison der neugegründeten European League of Football wurde er von der Frankfurt Galaxy verpflichtet. In elf Spielen lief er 83 Mal für 405 Yards und 2 Touchdowns. Mit der Galaxy gewann er das Finale der ELF 2021 gegen die Hamburg Sea Devils. Ameln wurde ins All Star Team gewählt und als Offensive Rookie of the Year ausgezeichnet.
Zur Saison 2022 wechselte Ameln zu den Hamburg Sea Devils. In 45 Versuchen erlief er 129 Yards und erzielte einen Touchdown.
Für die Saison 2023 schloss er sich den Cologne Centurions an, für die er 2 Jahre spielte und 245 Läufe für fast 1000 Yards sowie acht Touchdowns verzeichnete.
Seit der Saison 2025 spielt er wieder für die Frankfurt Galaxy.

## Saisonstatistik
| Saison                                                        | Team               | Spiele | Spiele gestartet | Laufspiel | Laufspiel | Laufspiel | Laufspiel | Receiving | Receiving | Receiving | Receiving | Fumbles | Fumbles |
| Saison                                                        | Team               | Spiele | Spiele gestartet | Att       | Yds       | Avg       | TD        | Rec       | Yds       | Avg       | TD        | Fum     | Lost    |
| ------------------------------------------------------------- | ------------------ | ------ | ---------------- | --------- | --------- | --------- | --------- | --------- | --------- | --------- | --------- | ------- | ------- |
| 2021                                                          | Frankfurt Galaxy   | 9      | 1                | 79        | 366       | 4,63      | 2         | 2         | 25        | 12,50     | 1         | 2       | 1       |
| 2022                                                          | Hamburg Sea Devils | 10     | 0                | 45        | 129       | 2,87      | 1         | 1         | 4         | 4,00      | 0         | 2       | 2       |
| 2023                                                          | Cologne Centurions | 10     | 10               | 99        | 399       | 4,03      | 3         | 23        | 150       | 6,52      | 0         | 3       | 2       |
| 2024                                                          | Cologne Centurions | 7      | 5                | 146       | 588       | 4,03      | 5         | 10        | 90        | 9,00      | 1         | 2       | 2       |
| Gesamt                                                        | Gesamt             | 36     | 16               | 369       | 1482      | 4,02      | 11        | 36        | 269       | 7,47      | 2         | 9       | 7       |
| Quelle: stats.europeanleague.football, sportsmetrics.football |                    |        |                  |           |           |           |           |           |           |           |           |         |         |